# نورمان جونسون (لاعب كرة قدم أمريكية)
نورمان جونسون (بالإنجليزية: Norm Johnson)‏ هو لاعب كرة قدم أمريكية أمريكي، ولد في 31 مايو 1960 في إنغليووود في الولايات المتحدة.

## وصلات خارجية
- نورمان جونسون على موقع مرجع كرة القدم المحترفة.كوم (الإنجليزية)